# Cipangocharax
Cipangocharax é um género de gastrópode da família Alycaeidae.
Este género contém as seguintes espécies:
- Cipangocharax okamurai